# Eualus herdmani
Eualus herdmani är en kräftdjursart som först beskrevs av Walker 1898.  Eualus herdmani ingår i släktet Eualus och familjen Hippolytidae. Inga underarter finns listade i Catalogue of Life.